# This Week Indoors
Pour plus de détails, voir Fiche technique et Distribution.
This Week Indoors est un téléfilm de comédie américain réalisé par Merrill Markoe et Harry Shearer et sorti en 1987.

## Fiche technique
- Titre original : This Week Indoors
- Réalisation : Merrill Markoe et Harry Shearer
- Scénario : Merrill Markoe et Harry Shearer
- Photographie :
- Montage : John Axness et Jerry Bixman
- Musique :
- Costumes :
- Décors :
- Producteur : Kevin Bright et Merrill Markoe
- Sociétés de production :
- Sociétés de distribution :
- Pays d'origine :  États-Unis
- Langue originale : anglais
- Format : couleur
- Genre : Comédie
- Durée :
- Dates de sortie : 
  - États-Unis : 19 juillet 1987

## Distribution
- Harry Shearer : Laurie Anderson, Dick Clark, Jerry Falwell et Ronald Reagan
- Merrill Markoe : elle-même
- David L. Lander : Sénateur Paul Sarbanes
- Tom Leopold : Mike Deaver
- Julie Payne : Nancy Reagan
- Fred Willard : lui-même
- Louise DuArt : Joan Rivers
- Russ Parr : Jesse Jackson
- Carroll Merrill : elle-même